# Gabriel Molitor
Pour les articles homonymes, voir Molitor.
Gabriel-Jean-Joseph Molitor est un militaire français né le 7 mars 1770 à Hayange (Luxembourg français) et mort le 28 juillet 1849 à Paris.
Il commence sa carrière en 1791, pendant la Révolution française. Élu capitaine, il sert à l'armée du Rhin et est promu colonel en 1795. Passé à l'armée du Danube, il se bat contre les Autrichiens au sein des divisions Lefebvre et Lecourbe et devient général de brigade en 1799. Au terme de la campagne de Suisse en 1800, il est fait général de division et après une autre campagne contre les troupes autrichiennes, il est nommé à la tête de la division militaire de Grenoble. Il conserve ce poste jusqu'en 1805, date à laquelle il est affecté à l'armée du maréchal Masséna pendant la campagne d'Autriche, et se distingue à la bataille de Caldiero. Le général Molitor est ensuite nommé gouverneur de la Dalmatie en 1806 et parvient à pacifier la région, avant d'être envoyé en Poméranie suédoise et d'être fait comte de l'Empire en 1808.
Il prend part à la campagne d'Autriche de 1809 aux côtés de Masséna et joue un rôle important dans les batailles d'Essling et de Wagram. Envoyé occuper divers postes administratifs au royaume de Hollande, il ne rejoint l'Empereur qu'en 1814, au début de la campagne de France à laquelle il participe au sein du corps d'armée du maréchal Macdonald. Inspecteur général de l'infanterie sous la Première Restauration, Molitor se rallie à Napoléon pendant les Cent-Jours et prend le commandement d'une division du 5e corps de Rapp. Disgracié un temps sous la Seconde Restauration, il participe à l'expédition d'Espagne en 1823 à l'issue de laquelle il est élevé à la dignité de maréchal de France. Il est nommé gouverneur des Invalides, deux ans avant sa mort.

## Biographie

### Carrière sous la Révolution

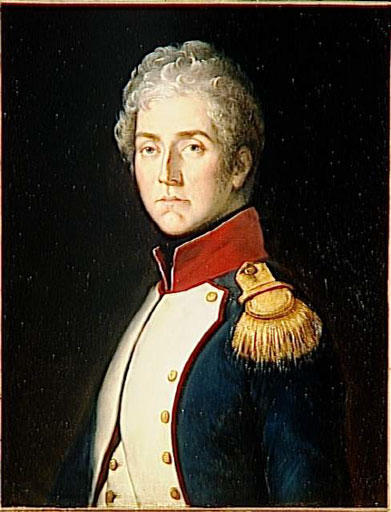
Gabriel Jean Joseph Molitor, capitaine au 4e bataillon de la Moselle en 1792, Adolphe Brune (Paris, 1802 ; Paris, 1880), 1834.

Son père était un ancien militaire qui s'occupa de l'éducation de son fils. Le jeune Molitor s'enrôla en 1791 dans le 4e bataillon de volontaires de son département ; élu capitaine à l'unanimité, il fit la campagne de 1792 à l'armée du Nord; puis affecté à l'armée des Ardennes en 1793. Promu adjudant général, il participe au siège de Mayence (1793) au cours duquel il est blessé d'une balle qui lui traverse la cuisse. Il commandait une brigade, sous le général Hoche, à la bataille de Kaiserslautern du 28 au 30 novembre 1793. Il enleva avec trois bataillons la position importante d'Erlenbach défendue par la droite de l'armée prussienne. Dans la campagne de 1793, il commandait une des colonnes qui décidèrent le succès de la bataille de Geisberg près Wissembourg du 26 au 29 décembre suivant. Les autrichiens, battus, se retirent et Hoche entre dans Wissembourg et libère l'Alsace.
Pendant les quatre campagnes suivantes, nommé chef de brigade, il assista comme chef d'état-major à toutes les opérations de Pichegru, Kléber, Moreau et Jourdan, jusqu'à l'entrée des troupes françaises à Aix-la-Chapelle, Cologne et Coblence.

Il fut grièvement blessé dans une attaque sur la forteresse Mayence. 
Au siège de Kehl, il défendit avec intrépidité l'île d'Ehrlen-Bhein.
Il reçut le brevet de général de brigade le 30 juillet 1799.
Envoyé en Suisse sous Masséna, Molitor défit successivement les Autrichiens dans les combats de Schwytz, Mutten et Glaris. Menacé dans cette dernière ville par les deux corps austro-russes de Franjo Jelačić et de Linken, il répondit à un parlementaire qui vint le sommer de se rendre : « Ce n'est pas moi qui me rendrai, ce sera vous ! ». Pendant huit jours de combats, il s'empara six fois du pont de Naefels, s'y maintint enfin et réussit à empêcher la jonction des deux corps ennemis. À la suite de cette campagne, le Directoire exécutif écrivit une lettre de félicitations à Molitor, et le gouvernement helvétique lui vota des actions de grâce.

### Sous le Consulat
En 1800, Molitor alla servir à l'armée du Rhin à la tête d'une brigade de la division Vandamme. Il dirigea le passage du fleuve et le traversa avec une compagnie de grenadiers. À la bataille de Stockach le 3 mai, il battit la gauche des Autrichiens, et leur fit 4 000 prisonniers. Quelque temps plus tard, avec une division de 5 000 hommes, il parvint à contenir le corps autrichien du Tyrol qui comptait environ 25 000 combattants. Vainqueur dans de nombreux petits affrontements, notamment à Brégence et à Nesselwangen, il couronna cette expédition par la prise de la position de Feldkirch et du pays des Grisons, ce qui ouvrit une communication pour les Français avec l'armée d'Italie.
À la paix, Molitor est nommé général de division, le 26 octobre 1800 et inaugure son commandement en guerroyant contre les Autrichiens au Tyrol au sein du corps d'armée du général Lecourbe. Revenu en France, il prit le commandement de la division militaire de Grenoble, qu'il conserva jusqu'en 1805.

### Général d'Empire

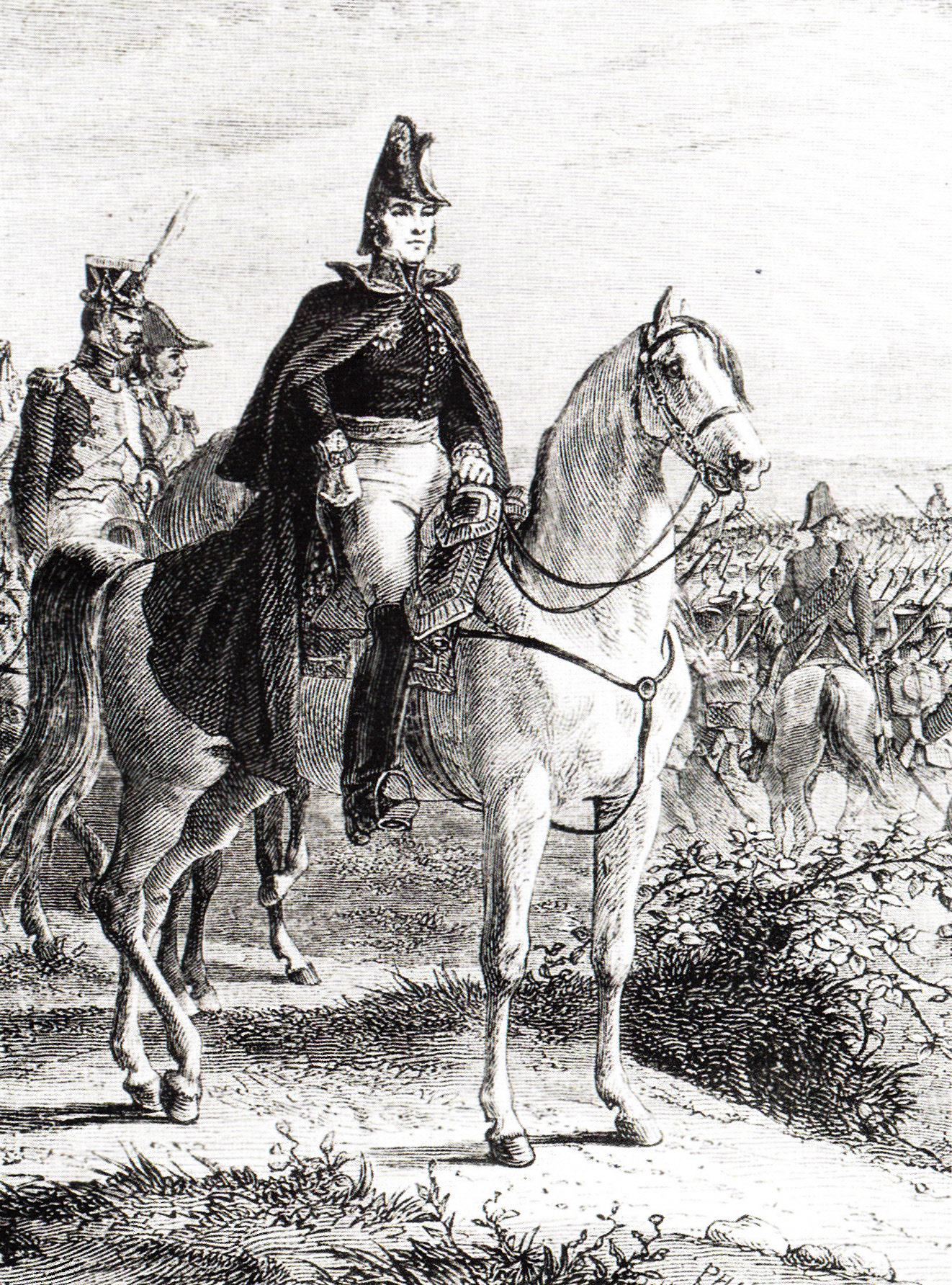
Le général Molitor (dessin d'Henri Félix Emmanuel Philippoteaux).

### Opérations en Italie, en Dalmatie et en Prusse
Sous le Premier Empire, il rejoignit Masséna à l'armée d'Italie qui lui fit les honneurs de la division d'avant-garde, avec laquelle, à Caldiero, il soutint seul l'attaque de l'aile droite autrichienne conduite par l'archiduc Charles, qui sera défaite et perdra 11 000 hommes sur les 50 000 engagés.
Après la paix de Presbourg, l'Empereur l'envoya prendre possession de la Dalmatie. Investi de tous les pouvoirs civils et militaires, il introduisit l'ordre dans l'administration et économisa la moitié du revenu public. Attaqué d'abord par mer, il repoussa l'escadre russe qui assiégeait Lézina, enleva 300 Russes débarqués dans cette île, et reconquit celle de Curzola. Cette campagne fut terminée par le déblocus de Raguse ; il y accourut avec 1 700 hommes, balaya les 10 000 Monténégrins et les 3 000 Russes qui menaçaient la ville. Les Ragusiens conçurent pour lui une telle reconnaissance que, dans les églises, au chant du Domine salvum, après le mot imperatorem, on ajoutait : et nostrum Liberatorem Molitorem. L'empereur le créa grand officier de la Légion d'honneur le 28 juillet 1806.
En 1807, Molitor conduisit un corps d'armée sur la mer Baltique, poursuivit le roi de Suède jusqu'aux ports de Stralsund, et dirigea les opérations de l'aile gauche au siège de cette forteresse, où il entra le premier. Il resta en Poméranie avec le titre de gouverneur général civil et militaire, jusqu'à la fin de 1808.

### Les campagnes de l'empereur
À l'ouverture de la nouvelle campagne d'Allemagne en 1809, il eut une division du corps de Masséna. Le 19 mai, à la tête d'une de ses brigades, il opéra le premier passage du Danube à Ebersdorf, et débusqua les Autrichiens de l'île de Lobau. Le surlendemain 21, il soutint seul avec sa division, pendant plusieurs heures, le premier choc de l'armée autrichienne à Aspern. Le 6 juillet, pendant la bataille de Wagram, il fut chargé de l'attaque du village d'Aderkla, où il arrêta, pendant une grande partie du jour, les efforts désespérés du centre de l'ennemi.
Chargé, en 1810, du commandement des villes hanséatiques, et, en 1811, des départements de l'ancien royaume de Hollande, le général Molitor s'y trouvait encore en avril 1813, lorsque La Haye, Leyde et Zardam se mirent en insurrection. Il apaisa ce mouvement par la rapidité et l'énergie de ses mesures. En 1814, quand la défection des soldats étrangers eut livré cette partie du territoire à ses adversaires, Molitor rentra en France et participa aux combats de La Chaussée, Châlons et La Ferté-sous-Jouarre.

### Les Cent-Jours et le retour du roi

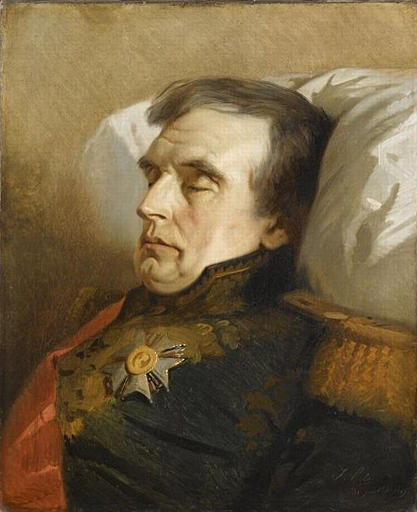
Le maréchal Molitor sur son lit de mort, Isidore Pils, 1849.

Napoléon Ier, au retour de l'île d'Elbe, trouva Molitor remplissant les fonctions d'inspecteur général, et lui confia la défense des frontières de l'Alsace, avec un corps de 20 000 gardes nationaux mobiles. À la seconde Restauration, Molitor cessa d'être employé, et fut même exilé de Paris ; mais le maréchal Gouvion-Saint-Cyr, à son arrivée au ministère de la Guerre, lui fit rendre son inspection générale.
En 1823, le général Molitor, appelé au commandement du deuxième corps de l'armée des Pyrénées, s'empara successivement du royaume d'Aragon, de Murcie, de Grenade, et se rendit maître des places de Malaga, de Carthagène et d'Alicante.
Ces succès le firent élever à la dignité de maréchal de France le 9 octobre 1823, et lui ouvrirent les portes de la Chambre des pairs. La monarchie de Juillet le nomma en 1831 au commandement supérieur des 7e et 8e divisions militaires. En 1840, le maréchal Molitor soutint à la Chambre des Pairs, avec toute l'autorité de l'expérience, le système des fortifications de Paris, « pour que cette capitale ne fût jamais attaquée et que la défense de la France fût nécessairement reportée sur son véritable terrain, c'est-à-dire à la frontière ». Appelé le 6 octobre 1847, au gouvernement des Invalides, le maréchal Molitor avait cédé cette place d'honneur à l'ancien roi de Westphalie, Jérôme Bonaparte, pour occuper le poste de grand chancelier de la Légion d'honneur en décembre 1848.
Il meurt à Paris le 28 juillet 1849. Il est inhumé le 8 août aux Invalides où il repose sous la cinquième arcade du tombeau des gouverneurs.
Son nom est inscrit sur l'arc de triomphe de l'Étoile, pilier Est, 13e et 14e colonnes.

## Distinctions

### Titres
- Comte de l'Empire (lettres patentes du 19 mars 1808).
- Baron Molitor et pair de France (lettres patentes du 15 juin 1824).

### Décorations
- Ordre de la Légion d'honneur :
  - Commandant (4 juin 1804).
  - Grand-officier (28 juillet 1806).
  - Grand-croix (21 janvier 1815).
- Ordre de la Couronne de fer (Italie) :
  - Chevalier (1806).
- Ordre du Mérite militaire de Charles-Frédéric (Bade) :
  - Commandeur (1809).
  - Grand-croix (1812).
- Ordre de la Réunion :
  - Grand-croix (26 janvier 1813).
- Ordre de Saint-Louis :
  - Chevalier (1er juin 1814).
  - Commandeur (24 juillet 1823).
- Ordre de Charles III (Espagne) :
  - Grand-croix (octobre 1823).
- Ordre de Saint-Vladimir (Russie) :
  - Grand-croix de 1re classe (1824).
- Ordre du Saint-Esprit :
  - Chevalier (3 juin 1827).

### Fonctions
- Gouverneur civil et militaire de Dalmatie.
- Gouverneur de la Poméranie.
- Gouverneur des villes hanséatiques et du royaume de Hollande.
- Inspecteur général de l'infanterie (27 juin 1814).
- Pair de France (2 juin 1815).
- Maréchal de France (9 octobre 1823).
- Gouverneur des Invalides (1847).
- Grand chancelier de la Légion d'honneur (23 décembre 1848).

## Postérité

### Famille
Gabriel Molitor épouse en 1793 à Saint-Avold Marie-Barbe-Elisabeth Becker (1773-1849), fille du député de la Convention Joseph Becker. Ils ont six enfants :
- Hortense-Cécile Molitor (1793-1793) ;
- Victoire-Elisabeth Molitor (1793-1793), sœur jumelle de la précédente ;
- Gabriel, 2e Comte Molitor (1795-1870), capitaine de cavalerie ;
- Charles-Marie-Jean-Baptiste Molitor (1797-1801) ;
- Auguste Molitor (1798-1883), sous-préfet ;
- Louise Molitor (1805-1852).

### Hommages
Une rue de Paris, une porte de Paris et les stations d'autobus les plus proches portent son nom, ainsi que deux stations de métro : la station Michel-Ange - Molitor et la station fantôme Porte Molitor.
La piscine Molitor, non loin dans le 16e arrondissement de Paris, lui doit également son nom.

## Armoiries
| Figure | Blasonnement |
|        | Armes de comte de l'Empire : De gueules à un écusson en cœur d'argent à trois fasces d'azur flanqué des deux épées d'argent garnies d'or, celle en sénestre surmontée de cinq épis de blé cousus de sable, disposés en étoile et liés par la tige ; au canton des Comtes Militaires de l'Empire brochant. |
|        | Le même, sous la Restauration française |

## Sources partielles
- « Gabriel Molitor », dans Charles Mullié, Biographie des célébrités militaires des armées de terre et de mer de 1789 à 1850, 1852 [détail de l’édition] ;
- « Gabriel Molitor », dans Adolphe Robert et Gaston Cougny, Dictionnaire des parlementaires français, Edgar Bourloton, 1889-1891 [détail de l’édition] ;
- Béatrice Capelle et Jean-Claude Demory, Maréchaux d'Empire, Paris, E/P/A, 2008, 287 p. (ISBN 978-2-85120-698-5), « Molitor, un « second rôle » mal employé ».
- Service historique de la Défense – Fort de Vincennes – Dossier SHAT Côte : 6 Yd 34.